# Monty Norman
Monty Norman, ursprungligen Monty Noserovitch, född 4 april 1928 i London, död 11 juli 2022 i Slough, Berkshire, var en brittisk kompositör. Monty Norman är mest känd som kompositör av "The James Bond Theme" (James Bondtemat). Det har dock på senare år visat sig, genom forskning, att det till största delen troligtvis var John Barry som var kompositör och arrangör, men eftersom kontrakt skrevs 1962 har royalties tillfallit Norman och därmed gett honom en ansenlig summa varje år.

## Biografi
Norman föddes i östra delen av London. Föräldrarna var judar och fadern hade tillsammans med Normans farmor flyttat från Lettland till England när fadern var ung. Efter att ha flytt ut från stan under Blitzen under andra världskriget flyttade familjen tillbaka till London och några år senare tog Norman värvning inom Royal Air Force och det var här hans intresse för musik väcktes. Under 1950 och 1960-talet var Norman sångare i ett flertal storband och gjordes sig ett då ett namn i brittisk press som Den sjungande barberaren. Under denna period blev han främst känd genom komponering av sånger och musikaler men hade även börjat skriva filmmusik.

## Bondtemats skapare?
Norman har alltid stått som kompositör av världens troligtvis mest kända filmtema, "The James Bond Theme" som hade premiär 1962 i den första James Bond filmen Agent 007 med rätt att döda (Dr. No). Enligt Norman skulle han ha komponerat mer eller mindre hela låten och att den skulle härstamma ur hans låt "Bad Sign Good Sign" som John Barry sedan bara skulle ha arrangerat. Lyssnar man på "Bad Sign Good Sign" så hör man tydligt influensen som John Barry använde. Sunday Times publicerade i oktober 1997 en artikel där John Barry utpekades som den verklige kompositören. Monty Norman stämde därför Sunday Times för förtal. Eftersom Sunday Times inte kunde bevisa att Norman verkligen var en "obetydlig och okänd musiker" eller utom rimligt tvivel kunde ställa att Norman hade skrivit "inget" och Barry "allt" av Bondtemat, förlorade tidningen rättegången och dömdes att betala Norman ett skadestånd på 30 000 pund. En del nutida forskning har dock ibland lett till att det till största delen skulle kunna ha varit John Barry som mer eller mindre komponerat låten då det finns tydlig koppling till hans låt "Bee's Knees".
Norman komponerade dessutom flera av låtarna i filmen; som till exempel "Underneath the Mango Tree", som dock inte framförs av Ursula Andress utan av Normans dåvarande fru Diana Coupland.